# Bacia do Uvs Nuur
O Uvs Nuur é o maior lago da Mongólia. A Bacia do Uvs Nuur foi declarada Património Mundial da UNESCO em 2003.

## Descrição

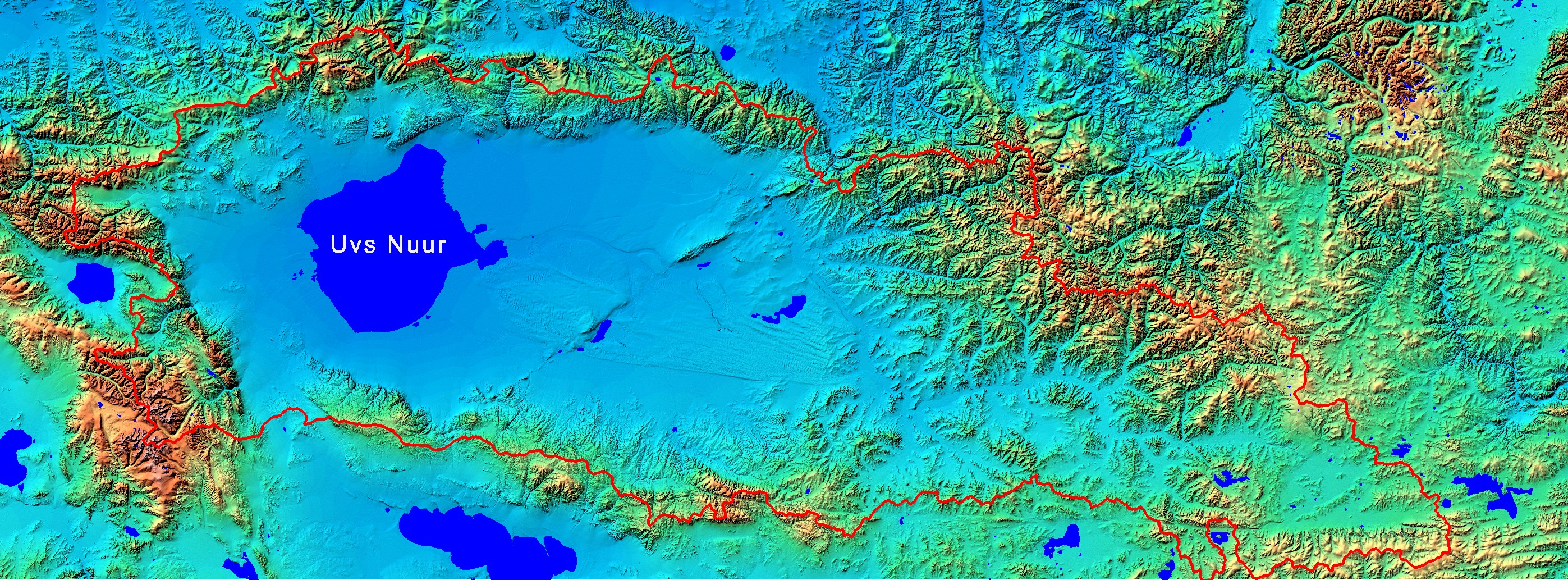
Bacia do Uvs Nuur.

O Uvs Nuur (em mongol:Увс Нуур; em tuvano: Убсу-Нур, Ubsu-Nur) está a cerca de 753 m de altitude e ocupa uma área de 3.350 km². A parte nordeste fica em Tuva, uma república da Federação Russa. É um lago pouco profundo e muito salgado e o último vestígio de um imenso mar salgado que recobria a área há milhões de anos.
O Uvs Nuur é o centro de uma bacia que cobre uma área de 70.000 km² e representa uma das zonas melhor conservadas da estepe eurasiática. Nesta zona os desertos mais setentrionais interligam-se com a tundra mais meridional. Além do Uvs Nuur, a bacia compreende outros pequenos lagos, entre eles o Üüreg Nuur, que se situa a 1.450 m de altitude.